# Notomys
A Notomys az emlősök (Mammalia) osztályának a rágcsálók (Rodentia) rendjébe, ezen belül az egérfélék (Muridae) családjába tartozó nem.

## Rendszerezés
A nembe az alábbi 10 faj tartozik:
- Spinifex kabócaegér (Notomys alexis) Thomas, 1922
- †rövidfarkú kabócaegér (Notomys amplus) Brazenor, 1936
- északi kabócaegér (Notomys aquilo) Thomas, 1921
- sárgásbarna kabócaegér (Notomys cervinus) Gould, 1853
- füstös kabócaegér (Notomys fuscus) Jones, 1925
- †hosszúfarkú kabócaegér (Notomys longicaudatus) Gould, 1844 – kihalt, egykor Ausztráliában élt
- †Notomys macrotis Thomas, 1921 – kihalt, egykor Ausztrália nyugati részén (a Moore-folyó környékén, Nyugat-Ausztrália államban) élt
- Notomys mitchellii Ogilby, 1838 – típusfaj
- †Notomys mordax Thomas, 1922 – kihalt, egykor Ausztrália északkeleti részén (Darling Downs környékén, Queensland államban) élt
- †Notomys robustus Mahoney, Smith & Medlin, 2008